# Conferència Episcopal Tarraconense

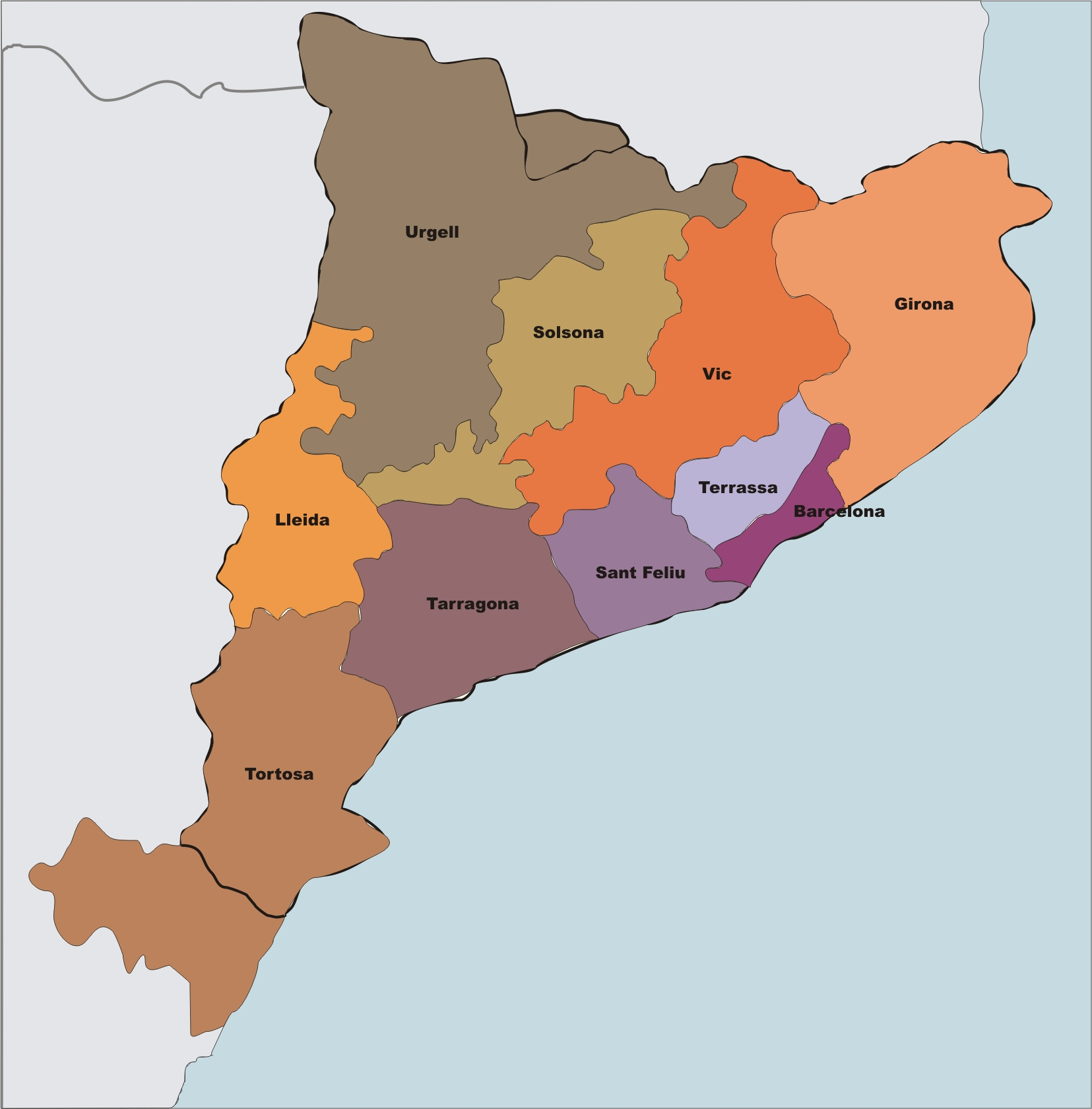
Mapa de les diòcesis catalanes

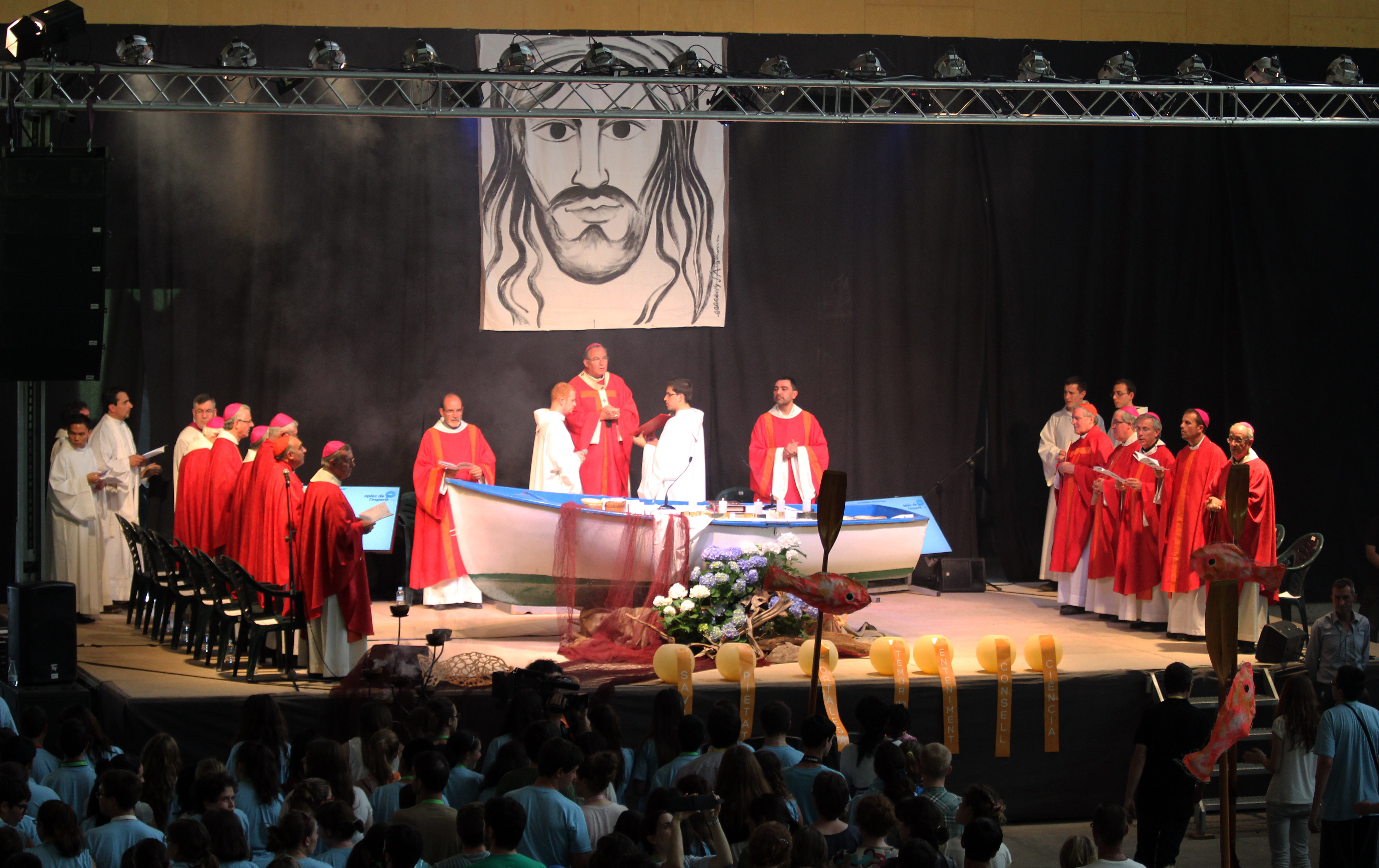
L'Eucaristia de l'Aplec de l'Esperit celebrat el 2014 al pavelló de Banyoles convocat per als joves per la Conferència Episcopal Tarraconense

La Conferència Episcopal Tarraconense (CET) és l'agrupació dels bisbes de la província eclesiàstica Tarraconense amb la província eclesiàstica de Barcelona, que es va constituir el 1969 i que està presidida per l'arquebisbe de Tarragona. En concret, inclou els arquebisbats de Tarragona i Barcelona, així com els bisbats de Girona, Lleida, Vic, Tortosa, Urgell, Solsona, Terrassa i Sant Feliu. El seu objectiu és reunir-se trimestralment per estudiar els problemes comuns a les deu diòcesis i per coordinar les activitats pastorals.

## Regió Eclesiàstica Tarraconense
La Conferència Episcopal Tarraconense està a l'espera de l'aprovació, per part de la Santa Seu, de la Regió Eclesiàstica Tarraconense, que donarà personalitat jurídica conjunta a les deu diòcesis catalanes, en compliment a allò que es demanava en la resolució n. 142 del Concili Provincial Tarraconense. Aquesta resolució demanava trobar "d'acord amb la Conferència Episcopal Espanyola, la corresponent solució jurídica, amb vista a una acció evangelitzadora i pastoral més eficaç i a una presència eclesial més significativa a Catalunya, bo i mantenint la relació institucional amb la Conferència Episcopal Espanyola".

## Documents
Fins al 5 d'octubre del 2012 l'entitat ha publicat un total de 101 documents sobre la posició dels bisbes catalans en diverses qüestions. Destaca Arrels cristianes de Catalunya, sobre la relació entre el catolicisme i la societat catalana, publicat el 1985. El text reconeixia els elements identificatius de Catalunya, explicava la presència de la fe cristiana durant la història de Catalunya i els bisbes es comprometien a seguir servint la societat catalana. L'any 2010, coincidint amb el 25è aniversari del document, els bisbes catalans n'actualitzaren el contingut amb el document Al servei del nostre poble tornant a reivindicar el seu compromís amb Catalunya.

## Principals organismes
Els principals organismes vinculats a la Conferència són la Facultat de Teologia de Catalunya, la Facultat Eclesiàstica de Filosofia de Catalunya, el Centre d'Estudis Pastorals i el Comitè Interdiocesà de Càritas.